# Чинизи
Чинизи (итал. Cinisi) је насеље у Италији у округу Палермо, региону Сицилија.
Према процени из 2011. у насељу је живело 11704 становника. Насеље се налази на надморској висини од 50 м.

## Становништво
Према резултатима пописа становништва 2011. у општини је живело 12.031 становника.
| 1931. | 1936. | 1951. | 1961. | 1971. | 1981. | 1991. | 2001.  | 2011.  |
| ----- | ----- | ----- | ----- | ----- | ----- | ----- | ------ | ------ |
| 6.932 | 7.115 | 7.641 | 7.639 | 7.106 | 8.049 | 8.994 | 10.253 | 12.031 |